# Meistaraflokkur (1917)
Sezon 1917 był 6. sezonem o mistrzostwo Islandii. Drużyna Fram po raz piąty z rzędu zdobyła tytuł mistrzowski, wygrywając obydwa mecze. Ze względu na brak systemu ligowego żaden zespół nie spadł ani nie awansował po sezonie.

## Drużyny
Po sezonie 1916 nie nastąpiły żadne zmiany w składzie ligi, wobec czego do sezonu 1917 przystąpiły trzy zespoły.
| Uczestnicy poprzedniej edycji                                                                                 | Uczestnicy poprzedniej edycji | Uczestnicy poprzedniej edycji | Uczestnicy poprzedniej edycji |
| --- | ----------------------------- | ----------------------------- | ----------------------------- |
| FRA | Fram                          | 1                             |                               |
| KRE | KR                            | 2                             |                               |
| VAL | Valur                         | 3                             |                               |
| Oznaczenia: - kolumna pierwsza – skróty nazw drużyn, - kolumna trzecia – miejsce zajęte w poprzednim sezonie. |                               |                               |                               |

## Tabela
| Lp. | Drużyna  | M | Z | R | P | Bramki | Bramki | +/– | Pkt |
| --- | -------- | - | - | - | - | ------ | ------ | --- | --- |
| 1   | Fram (M) | 2 | 2 | 0 | 0 | 7      | 5      | +2  | 4   |
| 2   | KR       | 2 | 1 | 0 | 1 | 5      | 5      | 0   | 2   |
| 3   | Valur    | 2 | 0 | 0 | 2 | 3      | 5      | −2  | 0   |

## Wyniki
| Gospodarz \ Gość | FRA | KRE | VAL |
| Fram             |     | 4:3 |     |
| KR               |     |     | 2:1 |
| Valur            | 2:3 |     |     |

Źródło: Knattspyrnusamband Íslands (isl.)
Objaśnienia:
1Drużyna gospodarzy jest wymieniona po lewej stronie tabeli.
Kolory: zielony – zwycięstwo gospodarzy, żółty – remis, różowy – zwycięstwo gości.